# حصن الجاهلي الكافر
حصن الجاهلي أو الكافر هو أحد الحصون الأثرية اليمنية المشهورة ويقع إلى الغرب من مدينة الطويلة -بني الخياط، ويقع على قمة جبل صخري شاهق، يطل على قرية (مدد)، ويتم الوصول إليه عبر طريق وعرة تتفرع من الطريق العام بين صنعاء والمحويت، وهو على بعد (3 كيلومترات) جنوبًا من قرية بيت مذكور، وهو ضمن سلسلة الحصون التي لعبت أدوارًا دفاعية خلال العصر الإسلامي.

## الوصف المعماري
يتقدم الحصن من الناحية الشرقية طريق صاعد ذات درج بشكل سلم تؤدي إلى مدخل الحصن، وعلى يسار الداخل أقيم مسجد مستطيل الشكل كان يغطيه سقف خشبي، ويحتوي الحصن على عدد من الملحقات منها سد (ماجل) المياه المحفورة في الصخر وبقايا أبنية فنية بأحجار مهندمة، وفي قمـة الحصن توجـد ساحة مكشوفة يحيط بها سور جداري سميك عمارته متقنة، وتحيط به أبراج دفاعية إضافة إلى ماجل ـ صهريج ـ كبير يتسع لخزن كميات كبيرة من المياه والواقع فـي الناحية الـشرقية للحصن.